# Вангівангі
Вангіва́нгі (Вангі-Вангі, індонез. Pulau Wangiwangi) — острів в Індонезії з групи Тукангбесі (Вакатобі), адміністративно належить до округу Вакатобі провінції Південне Сулавесі. Розділений на 2 райони — Вангі-Вангі та Південне Вангі-Вангі (до останнього відносяться також і сусідні дрібні острови).
Розташований між морями Флорес з південного заходу та Банда з північного сходу, на південний схід від острова Бутунг, що лежить біля південно-східних берегів Сулавесі. Кораловими рифами сполучений із сусідніми островами Камбоде, Кампенане, Тимор та Суманга. На Вангівангі та сусідніх островах, а також прилеглій акваторії, створено національний парк Вакатобі.
Острів має округлу форму, трохи витягнутий на північному заході (тут збудовано маяк). Розміри — 16,09х14,63 км. З усіх сторін обмежений кораловими рифами. Гористий, вкритий чагарниками, із західного боку є невеликі річки.
Острів заселений щільно, має понад 44 тисячі мешканців. Найбільша густота спостерігається на південному заході, навпроти острова Камбоде.